# Dobbelt bogholderi
 Der er for få eller ingen kildehenvisninger i denne artikel, hvilket er et problem. Du kan hjælpe ved at angive troværdige kilder til de påstande, som fremføres i artiklen.

Det dobbelte bogholderi er en metode til registrering af regnskabsmæssige posteringer. Metoden stammer fra Italien, hvor den blev udviklet af købmænd og bankierer.
Den ældste beskrivelse af det dobbelte bogholderis metode finder man i en bog, som den italienske franciskanermunk Luca Pacioli skrev i 1494. Den har titlen Summa de arithmetica, geometrica, proportioni et proportionalita. Pacioli beskriver det dobbelte bogholderis metode som noget, der er kendt i forvejen, og man har da også fundet eksempler på bogholderi efter det dobbelte bogholderis metode tilbage fra begyndelsen af det 13. århundrede.
Paciolis bog gennemgår, hvordan man effektivt regner med de nye tal – arabertallene, der netop på dette tidspunkt var ved at blive indført i Europa. Da megen regning er knyttet til bogholderi, har han fundet det passende samtidig at medtage en udførlig beskrivelse af det dobbelte bogholderis metode, som på det tidspunkt var så gennemprøvet, at der siden kun er sket mindre ændringer.
Udgangspunktet for det dobbelte bogholderi er, at økonomiske transaktioner opdeles efter deres natur i en række arter, som hver især posteres på en konto. Der er ikke noget krav om, at der skal være et bestemt antal konti – det afhænger af den konkrete situation, hvor mange der er brug for.
Alle konti tilordnes en af fem hovedgrupper:
- Aktiver – penge, tilgodehavender, lagre, maskiner, bygninger m.v. som man har rådighed over
- Passiver – gæld til fremmede og til ejere (egenkapitalen)
- Omkostninger – indeværende års konstaterede forbrug
- Indtægter – indeværende års konstaterede indtægter
- Egenkapital - værdien af den del af firmaets aktiver som ikke er finansieret af fremmedkapital

Aktiver og passiver udtrykker sammen en balance (aktiver minus passiver), som henregnes til et bestemt statustidspunkt. Indtægter og omkostninger udtrykker resultatet af driftsregnskabet (indtægter minus omkostninger) for den igangværende periode.
Hver konto er delt i en debet- og en kreditside, der føres således:
Tilgang til aktiv- eller udgiftskonti posteres i debetsiden, mens afgang føres i kreditsiden.
Tilgang til passiv- eller indtægtskonti posteres i kreditsiden, mens afgang føres i debetsiden.
Saldoen på en konto finder man ved at summere alle posteringerne i henholdsvis debet og kredit og trække den mindste sum fra den største. Saldoen er den herved fremkomne rest.
I det dobbelte bogholderi udløser enhver økonomisk transaktion mindst to posteringer i regnskabet – en i debet på en konto og en i kredit på en anden konto. Hvis man f.eks. køber en vare kontant og lægger den på lager vil man således debitere lager (tilgang til aktivkonto) og kreditere kasse (afgang fra aktivkonto). I det dobbelte bogholderi er der således en indbygget kontrol i kraft af, at alle debetsaldi skal summere til det samme som alle kreditsaldi. Gør de ikke det, er der fejl i bogholderiet, og det er denne indbyggede kontrol, der har gjort det dobbelte bogholderi til et vigtigt økonomisk redskab siden renæssancen.
De tidligste eksisterende regnskaber, der følger det moderne dobbelte bogføringssystem i Europa, kommer fra Amatino Manucci, en florentinsk købmand i slutningen af det 13. århundrede. Manucci var ansat i Farolfi-firmaet, og firmaets hovedbog for 1299-1300 vidner om fuld dobbelt bogholderi. Giovannino Farolfi & Company, et firma af florentinske købmænd med hovedkontor i Nîmes, fungerede som pengeudlånere til ærkebiskoppen af Arles, deres vigtigste kunde. Nogle kilder tyder på, at Giovanni di Bicci de' Medici introducerede denne metode for Medici-banken i det 14. århundrede.

## Referenceliste
1. ↑  Lee, Geoffrey A. (1977). "The Coming of Age of Double Entry: The Giovanni Farolfi Ledger of 1299–1300". Accounting Historians Journal. 4 (2): 79-95. doi:10.2308/0148-4184.4.2.79. JSTOR 40697544. Arkiveret fra originalen 27. juni 2017.
2. ↑  Lee (1977), p. 80.
3. ↑  "Ny lov vedr. ÅOP-loft for kviklån træder i kraft 1. juli 2020". foxycredit.com. Hentet 2022-01-18.